# Rodolfo Montecuccoli degli Erri
Conte Rodolfo Montecuccoli degli Erri (Modena, 22 febbraio 1843 – Baden, 16 maggio 1922) è stato un nobile e ammiraglio austro-ungarico.

## Biografia
Montecuccoli nacque a Modena nel 1843, rampollo di una nobile famiglia locale e lontanamente imparentato al famoso maresciallo di campo dell'Impero Raimondo Montecuccoli (1609-1680).
Quando Rodolfo Montecuccoli nacque, Modena era governata dalla linea degli Austria-Este. Durante la campagna militare del 1859, ad ogni modo, l'ultimo duca, Francesco V d'Austria-Este, andò in esilio in Austria dopo la sconfitta nella Battaglia di Magenta (4 giugno) ed all'età di 17 anni il giovane Montecuccoli vide passare la propria città natale sotto una differente sovranità, quella dei Savoia.
Educato come ufficiale navale, Montecuccoli era poco conosciuto prima di essere nominato Marinekommandant (Comandante di marina) e Chef der Marinesektion (Capo della sezione Marina del ministero della Guerra) nell'ottobre del 1904, dopo le dimissioni di Hermann von Spaun.
Montecuccoli, durante il proprio periodo amministrativo, cercò di modernizzare la flotta austriaca impegnandosi per la costruzione di nuove navi di moderna concezione in collaborazione con lo Stabilimento Tecnico Triestino (STT) e la Škoda per la produzione di navi armate di cannoni.
Ad ogni modo, quando le due prime navi, la Viribus Unitis e la Tegetthoff vennero varate, Montecuccoli non aveva più l'approvazione del governo centrale alla concessione di fondi per la imperiale e regia Marina da guerra austro-ungarica e come tale cercò di prendere tempo in attesa di saldare il debito di 32 milioni di corone creando grande nervosismo nei cantieri navali, mentre nel frattempo l'Italia varava la Dante Alighieri e la Francia la Courbet.
L'approvazione ai pagamenti giunse solo nel marzo del 1911 e il governo austriaco preventivò anche la costruzione di due nuove navi, la Prinz Eugen e la Szent István.
Montecuccoli si ritirò come capo dell'amministrazione navale al suo settantesimo compleanno, il 22 febbraio 1913, e gli succedette l'ammiraglio Anton Haus. Morì a Baden nel 1922, all'età di 79 anni.